# Félix Guillibert
Félix Guillibert, né le 1er novembre 1842 à Aix-en-Provence (Bouches-du-Rhône) et mort le 31 mai 1926 à Fréjus (Var), est un prélat français et évêque de Fréjus et Toulon.

## Biographie
Issu d'une famille de magistrats d'Aix en Provence, Adolphe Camille Jean-Baptiste Félix Guillibert est le frère cadet du baron Hippolyte Guillibert. Il est ordonné prêtre le 23 décembre 1865, après des études aux séminaires d'Aix-en-Provence, puis de Paris. Jusqu'en 1873, il fut secrétaire de l'archevêque d'Aix Georges Chalandon.
Il devint ensuite curé de Martigues où il rencontra le jeune Charles Maurras dont il devint le professeur de philosophie en tant que directeur du collège du Sacré-Cœur à Aix-en-Provence,. En décembre 1913, Guillibert adresse un mémoire officiel au Vatican dans lequel il appelle à la condamnation de son ancien paroissien et élève tout en conservant une grande affection à son égard.
Peu après la séparation de l’Église et de l’État, le Pape Pie X le nomma évêque de Fréjus et Toulon siège qu'il occupa jusqu'à sa mort. Sa devise épiscopale était : « Magnificetur Dominus » (Le Seigneur soit loué).
Le 28 juillet 1921, il est nommé chevalier de la Légion d'honneur pour services exceptionnels rendus pendant la Grande Guerre, en particulier pour l'organisation et la direction du corps des aumôniers de marine,.
Il décède le 31 mai 1926 à Fréjus.
Le 2 juin 1926, Charles Maurras lui rend un hommage posthume appuyé dans L'Action française quelques mois avant la condamnation du Vatican.

## Distinction
- Chevalier de la Légion d'honneur

## Armes
D'or semé de fers de lance de gueules, au lion du même brochant.

## Sources
- Dominique-Marie Dauzet, Frédéric Le Moigne et Françoise Khédine, Dictionnaire des évêques de France au XXe siècle, Cerf, 2010 (ISBN 978-2-204-09041-4, lire en ligne)
- Louis Porte, Histoire du diocèse de Fréjus-Toulon, Éditions du Lau, 2017 (ISBN 978-2-84750-278-7, lire en ligne), p. 155-171